# Alex Merlim

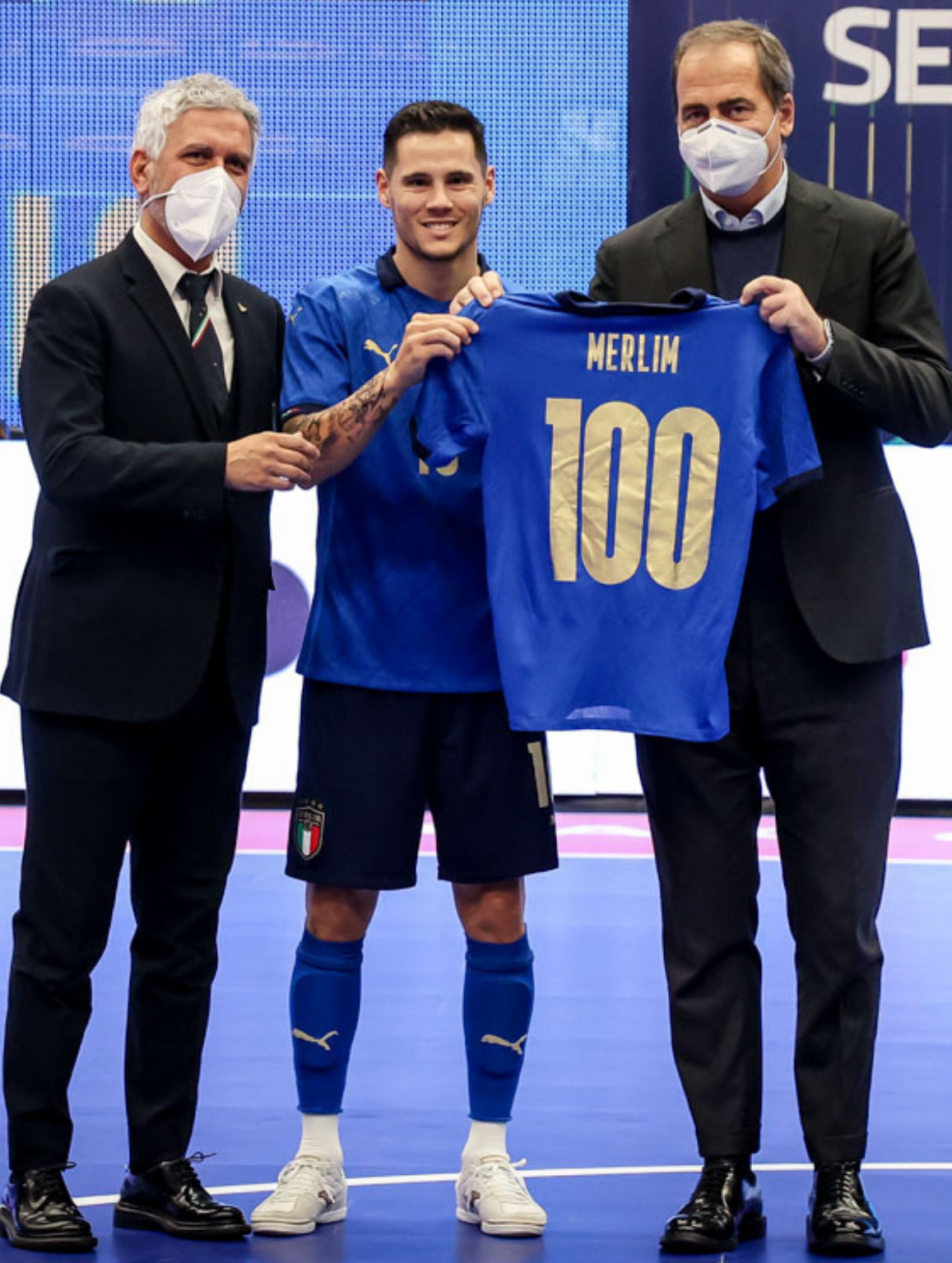
Merlim é agraciado com a camisa comemorativa de suas 100 partidas pela Seleção Italiana de futsal, momentos que antecedem o amistoso contra o Irã em 20 de dezembro de 2021

Alex Rodrigo da Silva Merlim, nascido no Brasil a 15 de julho de 1986, é um jogador profissional de futsal que joga atualmente pelo Sporting Clube de Portugal.

## Palmarés Internacional
- Liga dos Campeões de Futsal da UEFA (2)

2018/2019
2020/2021